# Paul Saldanha
Peter Paul Saldanha (* 27. April 1964 in Kinnigoli, Karnataka) ist ein indischer Geistlicher und römisch-katholischer Bischof von Mangalore.

## Leben
Paul Saldanha besuchte die Grundschule und die weiterführende Schule in Kinnigoli. Anschließend studierte er Philosophie und Katholische Theologie am interdiözesanen Priesterseminar St. Joseph in Jeppu. Zudem erlangte er am Institute of Formators in Bangalore ein Diplom im Fach Tiefenpsychologie. Am 6. Mai 1991 empfing er durch den Bischof von Mangalore, Basil Salvadore D’Souza, das Sakrament der Priesterweihe für das Bistum Mangalore.
Nach der Priesterweihe war Saldanha zunächst als Pfarrvikar der Pfarreien St. Lawrence in Moodubelle (1991–1992), Our Lady of Miracles in Milagres (1992–1994) und Our Lady of Dolours in Vittal (1994–1996) tätig, bevor er 1996 Ausbilder und Dozent sowie 1997 zusätzlich Subregens am interdiözesanen Priesterseminar St. Joseph in Jeppu wurde. 1999 wurde er für weiterführende Studien nach Rom entsandt, wo er 2005 an der Päpstlichen Universität Urbaniana bei Juvénal Ilunga Muya mit der Arbeit Revelation as „self-communication of God“ in Vatican II with regard to the theological influence of Karl Barth and Karl Rahner („Offenbarung als ‚Selbstmitteilung Gottes‘ im Zweiten Vatikanischen Konzil im Hinblick auf den theologischen Einfluss von Karl Barth und Karl Rahner“) zum Doktor der Theologie promoviert wurde. Anschließend lehrte Saldanha erneut am interdiözesanen Priesterseminar St. Joseph in Jeppu (2005–2010) und fungierte als dessen Subregens (2008–2010). Ab 2010 lehrte er als Professor für Dogmatik an der Päpstlichen Universität Urbaniana in Rom. Zudem wirkte er von 2011 bis 2015 als Spiritual am Pontificio Collegio Urbano De Propaganda Fide. Ferner wurde er im März 2015 Konsultor des Generalsekretariats der Bischofssynode und im Juli desselben Jahres auch Berater des Sondersekretärs der 14. ordentlichen Generalversammlung der Bischofssynode zum Thema Berufung und Sendung der Familie in Kirche und Welt von heute.
Am 3. Juli 2018 ernannte ihn Papst Franziskus zum Bischof von Mangalore. Der emeritierte Bischof von Mangalore, Aloysius Paul D’Souza, spendete ihm am 15. September desselben Jahres vor der Kathedrale Our Lady of the Holy Rosary in Mangaluru die Bischofsweihe; Mitkonsekratoren waren der Erzbischof von Bangalore, Peter Machado, und der Bischof von Udupi, Gerald Isaac Lobo.
In der Konferenz katholischer Bischöfe von Indien (CCBI) fungiert Saldanha seit 2020 zudem als Vorsitzender der Kommission für die Liturgie. Ferner vertritt er die Bischofskonferenz bei der International Commission on English in the Liturgy (ICEL).